# Sergei Jakowlew

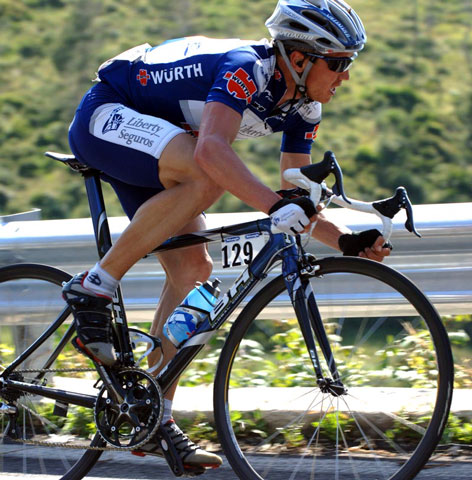
Sergei Jakowlew (2006)

Sergei Anatoljewitsch Jakowlew, auch Serguei Yakovlev, (russisch Сергей Анатольевич Яковлев; * 21. April 1976 in Temirtau, Kasachische SSR) ist ein ehemaliger kasachischer Radrennfahrer.

## Sportliche Karriere
1997 wurde Sergei Jakowlew kasachischer Meister im Straßenrennen. 1999 später wurde er asiatischer Meister im Straßenrennen sowie Vize-Meister im Einzelzeitfahren. Im selben Jahr entschied er jeweils eine Etappe des Circuit Franco-Belge sowie der Tour de Hokkaidō für sich. 2000 wurde er ein weiteres Mal kasachischer Straßenmeister, und im Zeitfahren um den nationalen Titel belegte er Platz zwei. Er gewann die Gesamtwertung der Tour de l’Ain und eine Etappe des Giro d’Abruzzo. 2003 siegte er bei einer Etappe der Tour de Suisse und 2005 bei der Tour d’Indonesia.
Viermal startete Jakowlew beim Giro d’Italia und einmal, 2006, bei der Vuelta a España.
2000 und 2004 startete Jakowlew bei Olympischen Spielen im Straßenrennen. 2000 in Sydney belegte er Platz 56 und 2004 in Athen Platz 50.

## Erfolge (Auszug)
- Etappensieg bei der Tour de Suisse 2003
- Sieger der Tour de l’Ain 2000
- Kasachischer Meister 1997, 2000
- Asienmeister 1999

## Teams
- 1999 Besson Chaussures-Nippon Hodo
- 2000 Besson Chaussures
- 2001 Cantina Tollo-Acqua e Sapone
- 2002–2003 Team Telekom
- 2004–2005 T-Mobile Team
- 2006 Liberty Seguros-Würth (bis 1. Juni)
- 2006–2008 Team Astana